# فحشا در ارمنستان
فحشا در ارمنستان غیرقانونی است این قانون بر اساس قانون اداری (ماده ۱۷۹٫۱) وضع شده است. فعالیت‌های مرتبط مانند اداره روسپی‌خانه و دلالی توسط قانون کیفری ممنوع است هرچند که گفته می‌شود روسپی‌خانه‌ها در پایتخت ایروان و گوریس وجود دارند. به گفته یونسکو، از زمان فروپاشی اتحاد جماهیر شوروی در ۱۹۹۱، فحشا در این کشور رشد کرده است. حدود ۵٬۶۰۰ زن در ارمنستان درگیر فحشا هستند که حدود ۱٬۵۰۰ نفر از آن‌ها در ایروان هستند. اما آمارهای رسمی پلیس به مراتب پایین‌تر است، به عنوان مثال در سال ۲۰۱۲ تعداد آن‌ها ۲۴۰ نفر گزارش شده است. گفته می‌شود که پلیس و دیگر نیروهای امنیتی با فحشا کنار می‌آیند. بسیاری از زنان به دلیل بیکاری به فحشا روی می‌آورند.
فحشای کودکان یک مشکل در این کشور است اما مقامات این موضوع را رد می‌کنند. قاچاق جنسی نیز یک مشکل شایع است.

## تاریخ
در آغاز قرن بیستم، فحشا در ارمنستان قانونی و تحت قوانین خاص بود. هدف اصلی این قوانین کنترل بیماری‌های مقاربتی بود.
روسپی‌خانه‌ها می‌توانستند توسط زنان بالای ۳۵ سال تأسیس شوند. روسپی‌خانه‌ها نمی‌توانستند در فاصله ۳۲۰ متری از کلیساها، مدارس و دیگر مکان‌های عمومی قرار گیرند. مالک باید در همان محل زندگی می‌کرد و خود نباید به فحشا مشغول می‌شد. او می‌توانست حداکثر ۳/۴ از درآمد فاحشه‌ها را دریافت کند.
روسپی‌خانه سابقی در خیابان تریان، ایروان هنوز با زنان برهنه کنده‌کاری شده در نمای ساختمان قابل مشاهده است.
در طول دوران شوروی، فحشا رسماً وجود نداشت. فاحشه‌ها به اردوگاه‌های کار برای آموزش مجدد فرستاده می‌شدند. این وضعیت ادامه داشت تا سال ۱۹۸۷ که قانون اداری ممنوعیت فحشا وضع شد.

## دعوت‌ها برای قانونی کردن
رئیس مرکز علمی-پزشکی بیماری‌های پوستی و عفونی، دکتر ساموئل هوهانسیان، در ژوئن ۲۰۱۵ گفت: «قانونی کردن فحشا در ارمنستان می‌تواند موجب کاهش ۶۰٪ بیماری‌های مقاربتی شود.» او افزود که این حرفه قدیمی باید به‌طور دقیق تحت کنترل کشور باشد.
در سال ۲۰۱۶، رئیس دفتر مجمع شهروندان هلسینکی در وانادزور، آرتور ساکونتس، خواستار قانونی شدن و تنظیم فحشا شد. او گفت که مالیات‌هایی که از فاحشه‌ها دریافت می‌شود به نفع کشور خواهد بود و افزود که: «خدمات جنسی پولی نباید به‌عنوان یک عمل مجازات‌پذیر در نظر گرفته شود؛ آن‌ها نباید تحت پیگرد قرار گیرند تا از دست گروه‌های جنایتکار سازمان‌یافته که ممکن است فاحشه‌ها را قربانی قاچاق داخلی کنند، خارج شوند.»
در آستانه انتخابات پارلمانی ارمنستان در سال ۲۰۱۷، نخست‌وزیر پیشین هرانت باگراتیان از حزب دموکرات‌های آزاد گفت که فحشا باید قانونی و مجوزدار شود و مالیات بر خدمات آنان می‌تواند به نفع بودجه دولتی باشد.

## قاچاق جنسی
قاچاقچیان انسان از قربانیان داخلی و خارجی در ارمنستان بهره‌برداری می‌کنند و همچنین قربانیان را از ارمنستان به خارج از کشور قاچاق می‌کنند. زنان و کودکان ارمنی در امارات متحده عربی و ترکیه به قاچاق جنسی دچار می‌شوند. زنان و کودکان ارمنی همچنین در داخل کشور به قاچاق جنسی دچار می‌شوند. زنان روسی که به عنوان رقصنده در کلوپ‌های شبانه کار می‌کنند، در معرض قاچاق جنسی هستند.
وزارت امور خارجه ایالات متحده دفتر نظارت و مبارزه با قاچاق انسان ارمنستان را در رده‌بندی دوم (Tier 2) قرار داده است.